# Bahnhof Dortmund-Derne

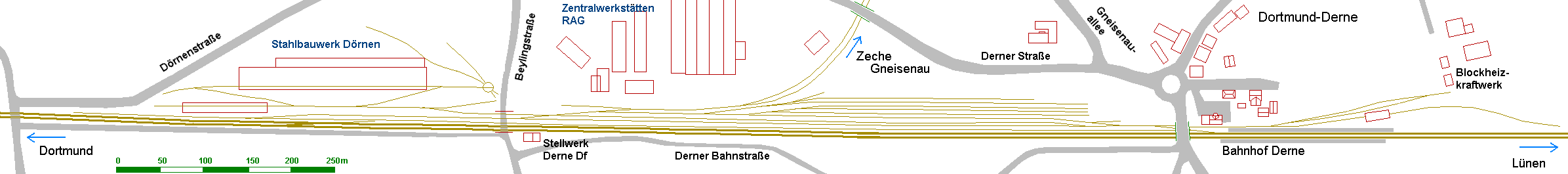
Gleisplan Bahnhof Derne (Stand ca. 2005)

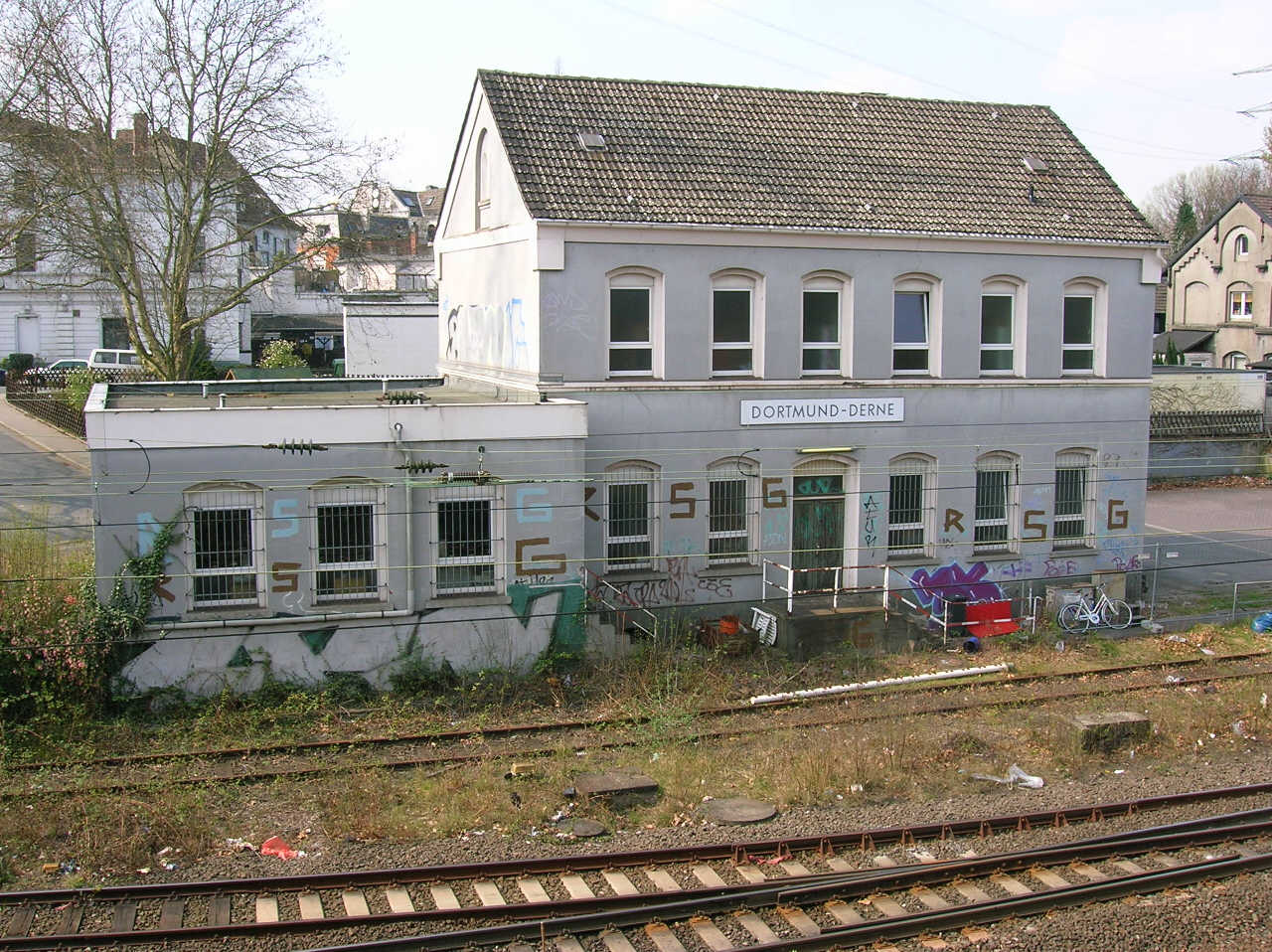
Bahnhof Derne im April 2007

Der Bahnhof Dortmund-Derne, jetzt wieder ein Haltepunkt, liegt an der Bahnstrecke Dortmund–Gronau am Rande des Dortmunder Stadtteils Derne. Hier verkehren zwischen Fernzügen einmal pro Stunde die Regionalbahn RB 50 „Der Lüner“ von Dortmund bis Lünen auf der Bahnstrecke Dortmund–Gronau und die RB 51 (Westmünsterlandbahn).

## Geschichte
Nach Fertigstellung der Strecke zwischen Dortmund und Lünen im Jahr 1874 wurde in der Nähe der seit 1873 in Bau befindlichen Zeche Gneisenau zunächst nur ein einfacher Haltepunkt eingerichtet. Erst 1890 wurde dann ein festes Bahnhofsgebäude gebaut. Das Gebäude wurde in Backstein errichtet und beinhaltete neben der Fahrkartenausgabe und anderen Diensträumen auch einen Anbau mit Wartesaal und Gastronomie. Im ersten Stock befanden sich Wohnungen für Bahnbeamte und ihre Familien.
Südlich des Empfangsgebäudes befanden sich die Übergabegleise der Zeche Gneisenau, hier errichtete die Harpener Bergbau AG 1902 auch die Hauptwerkstatt für Eisenkonstruktionen (Schließung 2004). Die Firma Dörnen baute 1904 ein großes Werk für Stahlbrücken mit verzweigten, werkseigenen Gleisanlagen. Es stellte 2003 die Produktion ein.
Bis etwa zur Jahrtausendwende erhielt ein nordwestlich gelegenes Blockheizkraftwerk – inzwischen abgerissen – noch Kohlen über einen Gleisanschluss, der zwischen Bahnhofsgebäude und Bahnsteig verlief.

## Anlagen
Es sind zwei Seitenbahnsteige vorhanden. Der westliche Bahnsteig (Fahrtrichtung Dortmund Hbf.) ist von der Molkenstraße, der östliche (Fahrtrichtung Lünen Hbf.) von der Hostedder Str. barrierefrei zugänglich.
Südlich der Bahnsteige waren zwei Ausweichgleise vorhanden. Ehemals vorhandene Abstell- und Anschlussgleise im Westen der Bahnstrecke sind entfernt.

## Linien
2020 halten am Bahnhof Derne die Regionalbahnen:
| Linie | Linienverlauf | Takt                                              | Betreiber |
| ----- | --- | ------------------------------------------------- | --------- |
| RB 50 | Der Lüner: Dortmund Hbf – Dortmund-Kirchderne – Dortmund-Derne – Lünen-Preußen – Lünen Hbf – Werne a.d. Lippe – Capelle (Westf) – Ascheberg (Westf) – Davensberg – Münster-Amelsbüren – Münster (Westf) Hbf Stand: Fahrplanwechsel Dezember 2023 | 60 min                                            | eurobahn  |
| RB 51 | Westmünsterland-Bahn: Dortmund Hbf – Dortmund-Kirchderne – Dortmund-Derne – Lünen-Preußen – Lünen Hbf – Bork (Westf) – Selm-Beifang – Selm – Lüdinghausen – Dülmen – Lette (Kr Coesfeld) – Coesfeld (Westf) – Rosendahl-Holtwick – Legden – Ahaus – Epe (Westf) – Gronau (Westf) – Glanerbrug – Enschede De Eschmarke – Enschede Stand: Fahrplanwechsel Dezember 2023 | 60 min 20/40 min (Dortmund–Lünen, nicht sonntags) | DB Regio  |